# Головна державна технічна інспекція міського електротранспорту
Головна державна технічна інспекція міського електротранспорту (далі — Головдержтехінспекція) — державна інспекція що відповідно до вимог Законів України «Про дорожній рух» [Архівовано 26 березня 2021 у Wayback Machine.] та «Про міський електричний транспорт» проводить реєстрацію та облік трамвайних вагонів і тролейбусів, а також здійснює державний контроль за технічним станом міського електротранспорту незалежно від форм власності підприємств та забезпеченням безпеки руху трамвайних вагонів і тролейбусів.
Основними завданнями Головдержтехінспекції є:
- — проведення реєстрації та обліку трамвайних вагонів і тролейбусів, здійснення державного контролю за технічним станом міського електротранспорту та забезпеченням безпеки руху трамвайних вагонів і тролейбусів;
- — здійснення контролю за додержанням підприємствами міського електротранспорту Закону України «Про дорожній рух», державних стандартів України, Правил дорожнього руху, Правил експлуатації трамвая та тролейбуса, інших нормативних актів, які регламентують роботу міського електротранспорту;
- — участь у проведенні експертної оцінки відповідності конструкцій рухомого складу, обладнання та устаткування міського електротранспорту вимогам щодо забезпечення безпеки руху трамвайних вагонів і тролейбусів.

Головна державна технічна інспеція міського електротранспорту знаходиться за адресою: 03150, м. Київ, вул. Димитрова, 24.